# 2 HOURS & 7 MINUTES Complete Featuring of Live at BUDOKAN
『2 HOURS & 7 MINUTES Complete Featuring of Live at BUDOKAN』（ツー・アワーズ・アンド・セブン・ミニッツ コンプリート・フィーチャリング・オブ・ライブ・アット ぶどうかん）はJ-WALK初のライブ・アルバム。1994年4月2日にmeldacから、映像作品『“THE J-WALK” LIVE ALIVE』と同時発売された。

## 収録曲

### DISC.1
1. 始まりの予感（Instrumental）
作曲：杉田裕
2. 君にいて欲しい
作詞：知久光康、作曲：中村耕一
3. RELAX
作詞：知久光康、作曲：中村耕一
4. その胸のヒーロー
作詞：知久光康、作曲：中村耕一
5. JUST BECAUSE
作詞：YABU、作曲：杉田裕
6. 思い出に手を振って
作詞：知久光康、作曲：杉田裕
7. 終わりのない夏
作詞・作曲：増田俊郎
8. Thousand miles
作詞：知久光康、作曲：杉田裕
9. 「俺…」
作詞：知久光康、作曲：杉田裕
10. 悲しいくらい脆くて長い橋
作詞・作曲：知久光康

### DISC.2
1. 〈HAPPY BIRTHDAY CORNER〉
2. 何も言えなくて…夏
作詞：知久光康、作曲：中村耕一
3. 優しくHOLD ME TIGHT
作詞・作曲：知久光康
4. RELAY RUNNER
作詞：知久光康、作曲：中村耕一
5. 風に向かって、歩きたい
作詞：知久光康、作曲：杉田裕
6. HELLO! I'M A DREAMER
作詞：知久光康、作曲：田切純一
7. YES, I DO
作詞：知久光康、作曲：田切純一
8. WALTZING MATILDA
作詞：A・B・PATERSON、作曲：MARIE COWAN
9. 心の鐘を叩いてくれ
作詞：知久光康、作曲：杉田裕
10. 〈Percussion Solo 〜 Drum Solo〉
11. "J-WALK"の誰かが誰かを愛してる [ENCORE]
作詞：知久光康、作曲：杉田裕
12. 失くしてしまった手紙のように… [ENCORE]
作詞：知久光康、作曲：中村耕一